# Sioe Haioti
Sioe Haioti (ur. 31 marca 1985) – niueńska sztangistka startująca w kategorii +75 kg, uczestniczka igrzysk Wspólnoty Narodów oraz medalistka lokalnych imprez mistrzowskich.

## Występy na imprezach rangi kontynentalnej
W 2004 roku zdobyła złoty medal mistrzostw Oceanii w kategorii seniorek i juniorek (177,5 kg w dwuboju), a także srebrny medal mistrzostw Australii i Oceanii w kategorii juniorek. Ponadto zdobyła także brązowy medal mistrzostw Australii i Oceanii w kategorii seniorek. W 2005 roku podczas miniigrzysk Pacyfiku, zdobyła trzy srebrne medale w rwaniu (93 kg), podrzucie (120 kg) i dwuboju (213 kg). Również tego samego roku zdobyła dwa złote medale mistrzostw Australii i Oceanii oraz samej Oceanii (219 kg w dwuboju).

## Występy na imprezach interkontynentalnych
W 2005 roku, Haioti wzięła udział w Arafura Games (185 kg w dwuboju).
W tym samym roku wystartowała (po raz pierwszy i jak na razie jedyny) w mistrzostwach świata w Dosze. Pierwszą próbę w rwaniu na 84 kg spaliła, drugą na 84 kg zaliczyła, jednak ostatnią na 88 kg spaliła. W podrzucie zaliczyła pierwsze dwie próby na 116 kg i 121 kg, a ostatnią na 126 kg miała nieudaną. Po rwaniu zajmowała 17. miejsce, w podrzucie natomiast zajęła 13. miejsce, a zawody zakończyła na 15. miejscu, uzyskując 205 kg (w dwuboju). Niueńska zawodniczka wyprzedziła jednak tylko Japonkę Mami Shimamoto oraz niesklasyfikowaną Greczynkę, którą była Vassiliki Kassapi.
Rok później startowała na igrzyskach Wspólnoty Narodów w Melbourne. W rwaniu zaliczyła wszystkie trzy próby (85 kg, 90 kg, 93 kg), a w podrzucie zaliczyła tylko jedną próbę na 121 kg; dwie następne na 131 kg miała nieudane. Haioti zajęła piąte miejsce (z wynikiem 214 kg w dwuboju) w stawce 11 zawodniczek.